# Avast

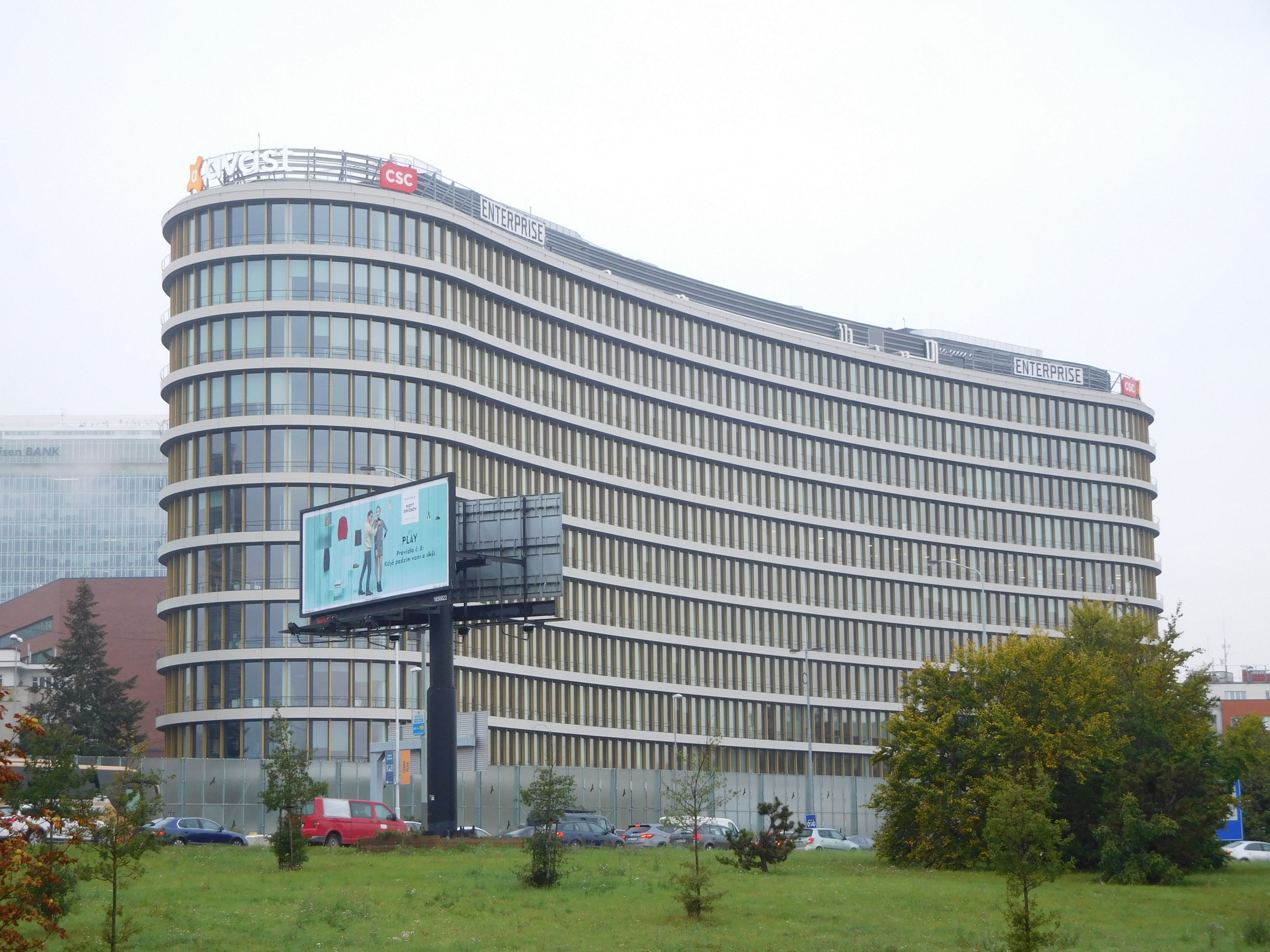
Firmensitz seit 2016: das Gebäude Enterprise in Prag-Nusle

Avast PLC ist ein tschechischer Hersteller für Sicherheitssoftware und Dienstprogramme, der seit November 2022 Teil des US-amerikanischen Konzerns Gen Digital (zuvor NortonLifeLock) ist.

## Geschichte
Das Unternehmen geht auf eine 1988 in Prag unter dem Namen „Alwil“ gegründete Genossenschaft zurück, die 1991 privatisiert und 2010 zu „Avast Limited“ umbenannt wurde. Im Oktober 2016 übernahm Avast den Konkurrenten AVG Technologies aus Brünn, der selbst erst zwei Jahre zuvor die norwegische Norman Safeground aus Oslo aufgekauft hatte. Mitte 2017 folgte die Übernahme von Piriform, einem vor allem durch seinen CCleaner bekannten Hersteller von Hilfsprogrammen aus London.
Die Aktionäre stimmten im November 2021 für die Fusion der Avast-Gruppe mit der amerikanische NortonLifeLock. Der Zusammenschluss beider Softwareanbieter unter dem Dach des Käufers wurde im November 2022 abgeschlossen und das neue gemeinsame Unternehmen in Gen Digital umbenannt, das nun gemeinsam aus Tempe im Bundesstaat Arizona und Prag geführt wird.

### 1988–1991: Gründung
1988 entdeckte Pavel Baudiš, damals Wissenschaftler des Instituts für mathematische Maschinen in Prag, den Viennavirus und schrieb ein Programm, das diesen entfernen konnte. Mit seinem Kollegen Eduard Kučera gründete er die ALWIL Software Genossenschaft – zu diesem Zeitpunkt war es nicht möglich, ein Unternehmen statt einer Genossenschaft zu gründen.

### 1991–2009: Alwil Software
Ab 1989 brachte die Samtene Revolution erweiterte unternehmerische Möglichkeiten, wodurch es 1991 möglich wurde, Alwil Software in eine Personengesellschaft umzuwandeln. 1995 kam Ondrej Vlček zu Alwil und schrieb das erste Antivirenprogramm für Windows 95. 1996 gewann Avast Antivirus den Virus Bulletin VB100-Award. 1997 lizenzierte Alwil Software die Avast Antivirus-Engine an McAfee, nachdem Pavel Baudiš deren Übernahmeangebot für sein Unternehmen zurückgewiesen hatte. In den nächsten sieben Jahren stieg die Nutzerzahl auf eine Million, vor allem durch die kostenfreie Antivirus-Version für Privatnutzer, die 2001 veröffentlicht wurde.
2005 kam es zur Partnerschaft von Alwil und SanDisk. Ende 2006 hatte Avast eine Reichweite von 20 Millionen Nutzern. Es erhielt die SC Awards in den Kategorien Best Antivirus, Anti-Malware (Europa) und Readers’ Choise (USA). Im darauffolgenden Jahr wurde Alwil eine Aktiengesellschaft, die Zahl der registrierten Avast-Nutzer erreichte 40 Millionen. Zu diesem Zeitpunkt beschäftigte das Unternehmen lediglich 38 Mitarbeiter.

### 2010–2016: Avast Software
2009 zählte das Unternehmen 100 Millionen Nutzer und 100 Mitarbeiter. 2010 änderte Alwil Software den Namen in Avast Software und die Investmentgesellschaft Summit Partners investierte 100 Millionen US-Dollar in Aktienanteile. In den darauffolgenden zwei Jahren veröffentlichte Avast seine Business Protection Line und die Avast Free Mobile Security, die in Google Play die bestbewertete Sicherheits-Anwendung wird.
2013 waren auf mehr als 200 Millionen PCs, Macs und Android-Geräten Avast-Programme installiert. Im gleichen Jahr übernahm Avast Software das deutsche Unternehmen secure.me.

### 2016–2021: Avast-Gruppe
Am 7. Juli 2016 gab Avast Software seine Pläne bekannt, eine Mehrheit an der in den Niederlanden und in New York börsennotierte Holding AVG Technologies N.V. zu übernehmen. Der Holding gehörte die ebenfalls tschechische AVG Technologies s.r.o. aus Brünn und die von ihr im November 2014 übernommene norwegische Norman Safeground A.S. aus Oslo. Für den Hersteller der Konkurrenzprodukte AVG Antivirus bot Avast einen Kaufpreis von etwa 1,3 Milliarden US-Dollar. Das auf 100 Millionen US-Dollar Eigenkapital und 1,69 Milliarden US-Dollar von drei Banken gestützte Angebot an die Aktionäre lag 33 % über dem Börsenkurs.
AVG Technologies war ein 1990 in Brünn von Jan Gritzbach und Tomáš Hofer zunächst unter dem Namen Grisoft gegründetes Unternehmen. An dem tschechischen Hersteller von Sicherheitslösungen beteiligte sich 2005 der amerikanische Chiphersteller Intel mit 16 Millionen US-Dollar. Der Name Grisoft wurde in AVG Technologies abgeändert und der Hauptsitz wurde nach Amsterdam in den Niederlanden verlegt. Die Aktien des Unternehmens notierten seit 2012 an der New Yorker Börse unter dem Börsenkürzel AVG.
Am 3. Oktober 2016 teilte Avast Software in einer Presseerklärung mit, nach Abschluss der Erstemissionsfrist mit 87,3 % der Aktien die Mehrheit an AVG Technologies erworben zu haben. Gary Kovacs, der ehemalige CEO von AVG Technologies, verließ das Unternehmen im Dezember. Bis 16. März 2017 übernahm Avast auch die übrigen Aktien durch Squeeze-out. So wie AVG Technologies die Norman-Software ab 2014 neben ihren eigenen Produkten weitergeführt hatte, entschied sich Avast auch die vormals konkurrierende AVG-Antivirus-Produktlinie weiterzuführen. Die Norman-Antivirus-Produktlinie lief dann aber in den folgenden Monaten aus.
Im Juli 2017 gab Avast Software die Übernahme von Piriform Ltd. (Entwickler von CCleaner u. a.) bekannt. Im Mai 2018 ging Avast an die London Stock Exchange und erreichte mit einer Notierung am unteren Ende der vorgesehenen Preisspanne einen Börsenwert von 2,5 Milliarden Britischen Pfund.

### 2022: Fusion mit NortonLifeLock
Im August 2021 kündigte der Konkurrent NortonLifeLock einen Zusammenschluss mit der Avast-Gruppe an; der Zusammenschluss erfolgte in Form eines öffentlichen Angebots für die Aktien von Avast mit Bezahlung in Aktien von NortonLifeLock und Bargeld; die Aktien von Avast wurden dabei mit etwa 7 Milliarden Euro bewertet.
Nach Zustimmung der Aktionäre Anfang November 2021 gab zur Monatsmitte auch die amerikanische Regulierungsbehörde grünes Licht. Der Zusammenschluss nach britischem Recht folgt einer am 28. Oktober 2021 veröffentlichten, gerichtlich genehmigten Übernahmevereinbarung und sollte bis Mitte 2022 abgeschlossen werden. Die britische Regulierungsbehörde Competition and Markets Authority kündigte im März 2022 jedoch eine tiefgreifendere Untersuchung der Übernahme an, da Sorgen hinsichtlich der Wettbewerbssituation bestünden. Die Transaktion wurde schließlich im November 2022 abgeschlossen; NortonLifeLock benannte sich nach Integration in Gen Digital um.

## Kontroverse um Nutzerdaten
Das Lifestylemagazin Vice berichtete Anfang 2020, eine Tochtergesellschaft von Avast namens Jumpshot (Sprungwurf) würde von den Nutzern gesammelte Daten zu jeder Suche, jedem Klick und jedem Kauf auf jeder Seite („Every search. Every click. Every buy. On every site.“) an Abnehmer wie Home Depot, Google, Microsoft, Pepsi und McKinsey verkaufen. Mit den AGB-Vereinbarungen stimmten die Anwender der Software dieser Verwendung zu.
Das Nachrichtenportal heise online meldete kurz darauf, Avast lese seit Jahren in großem Stil Browserverläufe aus und verkaufe die Daten an Drittunternehmen. Im Pressematerial werde damit geworben, man sei das einzige Unternehmen, das geschlossene Systeme („Walled Gardens“) aufschließen könne. Gesammelt wurden unter anderem Daten über „die religiöse Gesinnung, Daten über die Gesundheit, die politische Einstellung und den Finanzstatus“ der Nutzer. Nach öffentlicher Kritik des Adblock-Plus-Gründers Wladimir Palant hatte Mozilla schon im Dezember 2019 vorübergehend die Firefox-Add-ons von Avast und AVG aus dem Add-on-Katalog entfernt. Nachdem das Entwicklerteam Anpassungen vorgenommen und das Unternehmen erklärt hatte, die Erweiterungen müssten den Surf-Verlauf mitlesen, um den Nutzer wirksam vor Attacken schützen zu können, die Identifikation eines Benutzers werde nicht erfasst oder gespeichert, wurden die Add-ons wieder in den Katalog aufgenommen.
Am 22. Februar 2024 berichtete die amerikanische Federal Trade Commission auf ihrer Website, dass Avast eine Strafe von 16,5 Millionen Dollar zahlt und den Verkauf von Nutzerdaten zu Werbezwecken einstellt.
In Tschechien wurde Avast 2024 wegen Verstößen gegen die Datenschutz-Grundverordnung (DSGVO) zu einer Geldstrafe in Höhe von 351 Millionen Tschechischen Kronen (rund 13,9 Millionen Euro) verurteilt.

## Tochterunternehmen
- AVG Technologies s.r.o., Brünn, Tschechien
- Avast Software s.r.o., Prag, Tschechien
- Piriform Ltd., London, Vereinigtes Königreich
- Privax Limited (HMA, ehem. HideMyAss), London, Vereinigtes Königreich

Logos
Logo 2010
Logo bis 2016
Logo bis 2021
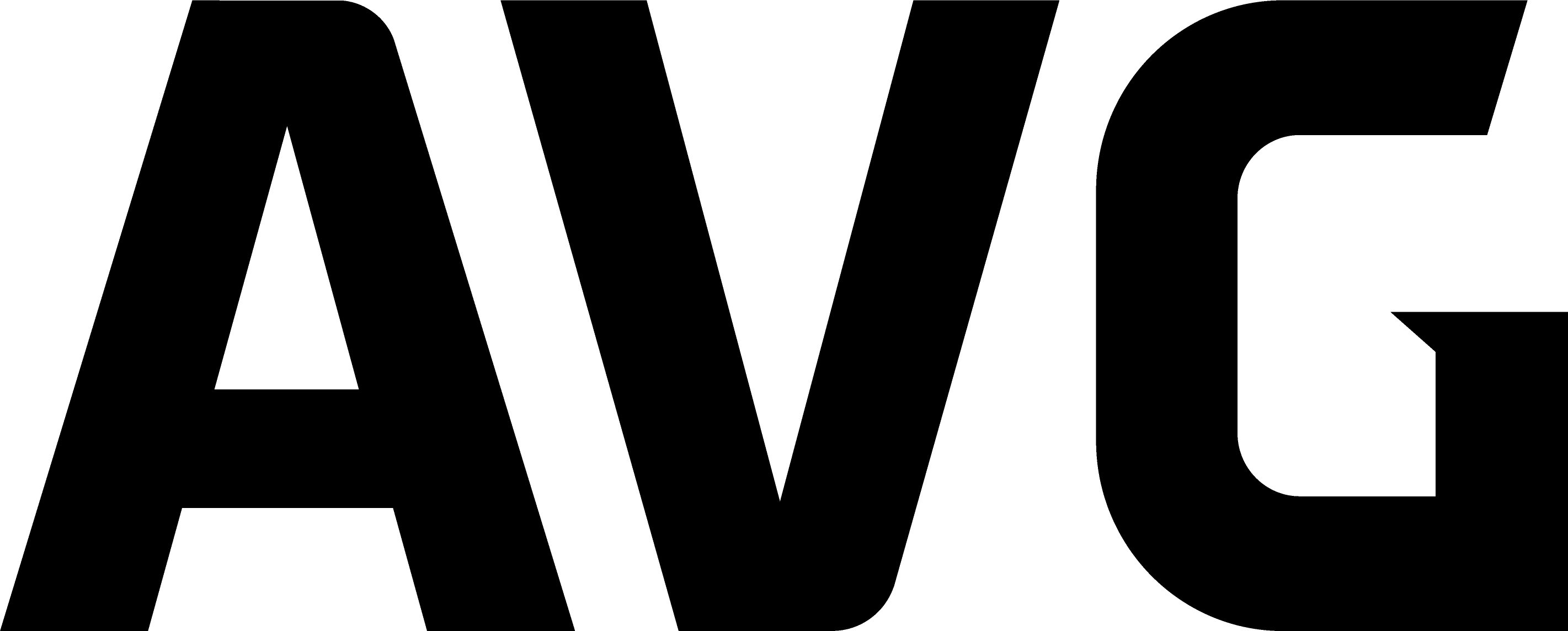
Logo der Tochter AVG Technologies 2021
Logo der Tochter Piriform

## Produkte

### Privatkunden
- Avast Antivirus in den Versionen Free Antivirus und Premium Security (früher: Premier) (die Versionen Pro und Internet Security werden nicht mehr weiterentwickelt)
- Avast Secure Browser (auch als Pro-Bezahl-Version mit eingebauter VPN-Funktion und besseren Schutz- und Beschleunigungsoptionen verfügbar)
- Avast SecureLine VPN
- Avast Driver Updater
- Avast AntiTrack
- Avast Cleanup Premium
- Avast Battery Saver
- Avast BreachGuard (schützt persönliche Informationen im Internet vor Datenlecks und vor Erfassung durch Dritte.)
- Avast One (derzeit [November 2021] nur in 11 Ländern verfügbar [darunter Deutschland, Österreich, Schweiz], Kombination aus Viren- und Internetschutz, VPN und Tools zur Steigerung der PC-Leistung)
- AVG Antivirus in den Versionen FREE, Internet Security und Ultimate
- Piriform CCleaner und Systemwerkzeuge Defraggler, Recuva, Speccy

Nicht mehr weiterentwickelte Programme:
- Avast Passwords (Avast Premium Security und Avast Secure Browser haben jetzt eine integrierte Funktion zum Managen von Passwörtern)
- Avast Omni (war nur in den USA verfügbar, seine Online- und Offline-Kinderschutzfunktionen gab es jedoch auch in einer gesonderten App, Avast Family Space, [für Android und iPhone], die auch für Nutzer aus Kanada, Deutschland, Frankreich, Großbritannien und Spanien angeboten wurde)

### Unternehmens-Lösungen
- Avast Endpoint Protection, Managed Workplace und CloudCare
- AVG AntiVirus Business Edition, Internet Security Business Edition und File Server Business Edition